# 北京等离子体学会先进技术发展服务部
北京等离子体学会先进技术发展服务部（简称“服务部”）成立于1980年10月23日，是中国改革开放以后的第一个民营科技企业，也是北京市第一个科技开发实业机构。

## 历史

### 成立过程
北京等离子体学会成立于1980年8月8日。20天之后的1980年8月28日，48岁的陈春先和38岁的纪世瀛在纪世瀛的宿舍（中关村88楼筒子楼的103室）里做了一次长谈。出国考察归来的陈春先是中科院物理所等离子体研究室室主任、北京等离子体学会的副理事长，他介绍了美国西部旧金山附近的硅谷、东部波士顿附近的“128号公路”所形成的两个“技术扩散区”，讲到中关村知识高度密集，有条件建成中国的硅谷。纪世瀛在中国科技大学读本科的时候是物理学家严济慈的学生；1973年（31岁）调入中科院物理所，成为等离子体研究室最年轻的高级工程师。他也认为，中关村地区的大墙内是知识分子密度极高的中国科学院，大墙外的海淀区东升人民公社都是些“笨”工业、“小”农经济，连一点科技的味道都没有的。
为了获得政治上的突破，他们找到了科协和学会。两人想在中国科学院体制外，在北京等离子体学会下成立一个以科技咨询为主、技术扩散型的技术服务站，搞科技开发和推广。同时，这一想法得到了北京市科协党组书记田夫、副主席孙洪和咨询部副部长赵绮秋的支持。市科协借给陈春先200元钱（另一种说法是一张500元的支票），开证明允许他在工商银行海淀东升路分理处开一个账户。因为当时只有正式的国家单位和企业才能开账号，个体户只能以个人名义办存折。

服务部刚成立时的办公室外景

陈春先向北京等离子体学会的常务理事会汇报了筹建服务部的设想和计划，获得了一致同意和支持。学会成立了服务部的七人领导小组：北京市科协委派陈庆国担任组长，使服务部相对超脱于中科院，但他不参加服务部的日常管理工作；陈春先作为常务副组长，主管日常管理工作，并由王殿儒（力学所工程师）和汪诗金（物理所副研究员）共同协助；崔文栋（物理所等离子体研究室高压电气技师）、曹永仙（力学所工程师）担任副组长，会计和出纳分别由物理所的潘英和刘春城担任，其他成员还包括陈首粲（电工所室主任）、吴德顺（电子所工程师）和罗承沐（清华大学讲师）。同时还成立了董事会，由谈镐生（力学所副所长）任董事长，由陈春先做总经理。常务理事会还同意，把学会仅有的不到500元的活动费作为服务部的起步经费，这钱原本是学会从力学所拆借的。
一个星期日上午，崔文栋、纪世瀛、宛振斌（物理所）、蒋涛（物理所）、连仲祥、张敏生等工程师和几名刚来的大学生加班打扫小库房，在西半部腾出了大约五平方米的角落，作为会议室和办公室。1980年10月23日（星期四），北京等离子体学会先进技术发展服务部召开成立大会。

### 起步阶段
服务部成立后，首先与海淀区劳动服务公司合作建立“海淀新技术工厂”、“西颐电子服务部”和“电子电工培训班”。接下来的工作，是利用科技人员掌握的技术，承担了“用于电子工业的高压长脉冲电源、用于电子对撞机的高压火花间隙开关、用于冶金工业的等离子体冶金技术和用于锅炉安全的保护系统等科技项目”。到1983年，陈春先签订了27个合同，与海淀区的4个集体所有制的小工厂建立了技术协作关系。
服务部的参与者白天在科研单位正常上班，晚上利用自己的知识来进行活动。这些业余工作与陈春先的专业工作并没有什么关系。在创业的第一年，服务部有了两万多元的收入。有盈余后，陈春先和汪诗金为了让服务部的领导不要羞于拿钱，就动员纪世瀛、崔文栋、曹永仙这三名业务骨干每人每月领取津贴7元人民币，共两年，其间陈春先分文未取。陈春先后来回忆说：“1981年服务部基本还很顺利，大家都还很热心，一年有两三万元收入。我们基本上都是业余时间干。我那个时候还带着硕士生和博士生。”1983年，服务部的津贴涨到了每月15元。按服务部的分配制度，科技人员讲课每小时酬劳6元，每月收入最多不得超过30元。并且，当年各单位付费大多数是支票，科技人员到外单位干活，往往只能拿到支票，很难换成现金去消费，因为账号是稀缺资源。而服务部恰恰有账号，能把支票换成现金。服务部的工作成员能拿到现金形式的津贴，个人在领款单（“白条”）上签收即可。
不过据凌志军记载，当时北京市最低生活保障线是每月8元，初级工人月工资18元，本科毕业生56元，20年以上工龄的中科院研究人员最高月薪105元。许多科技知识分子尽管经济地位远高于普通工人，却仍然蠢蠢欲动，也希望抛弃国家的科研任务，出来办公司。同时，这也引发了关于“知识分子能否以知识谋利”的争论。膨胀的诱惑，使得知识分子对陈春先等人的做法保持了关注、羡慕、犹豫和观望的情绪。

### 账目争议
1981年年底，中科院物理所所长管惟炎想要检查核聚变项目的账本，特别是资金花费及物品使用情况。管惟炎刚上任时，就提醒陈春先：同时担任等离子体研究室的室主任和服务部的负责人，就像大公司的高级管理人员自己去开了一个小公司。毕竟，国家为核聚变项目拨了数百万元经费和物资，陈春先只要签个字，就有权提取。管惟炎回忆说，事实上在50、60年代，陈春先就在有机半导体和红宝石激光器的问题上弄虚作假、尔虞我诈。
结果，核聚变项目的财务帐至少有两笔有疑点，涉及金额十七万；材料帐问题更多。在陈春先名下，通过物理所财务科在1981年l2月给安徽合肥的中科院等离子体物理研究所（陈春先曾于1979年7月7日到1981年11月16日担任该所副所长）拨了10万元，还有7万元调到四机部四所。陈春先在服务部每月拿15元的津贴，而他的工资级差是7.5元，等于自己给自己涨了两级工资。于是，管惟炎想查服务部的帐，毕竟服务部的主要人员来自物理所。可是服务部的上级主管单位是北京市科协，市科协属于群众组织和人民团体，而中科院是国务院直属正部级事业单位，两者在不同的系统，所以物理所没有权力去管服务部。
1982年1月，北京市科协召开全体科协委员大会。市科协委员管惟炎发言批评那些人一边在服务部拿津贴、一边还在科学院接任务，扰乱了科研秩序，腐化了科技队伍。这一观点受到大多数委员的赞同。事后，赵绮秋认为，服务部津贴有中国科协文件的规定为根据，是多劳多得打破“大锅饭”的行动。陈春先对赵绮秋说，服务部没有动物理所的核聚变项目拨款；在服务部的工作人员每个月有7—15元津贴，但是他自己没有拿；服务部无偿借用过物理所的工具和设备，这些事情都记在服务部的帐上，但这不是原则问题。
1982年2月6日（正月十三），立春刚过，孙洪和赵绮秋就到物理所找管惟炎，不让物理所查账。赵绮秋说，服务部只发给每人每月不超过30元象征性的津贴，因为搞课题的人没钱就不愿搞科研了，但是陈春先等几个主要领导没拿一分钱。管惟炎认为市科协偏袒陈春先，谈话不欢而散。2月26日，赵绮秋和陈庆国参加了等离子体学会的常务理事会。谈镐生说，“人才单位所有制”是在浪费人才。潘良儒也支持陈春先。赵绮秋提议，根据国务院财务大检查的要求，由市科协组织有关人员检查服务部的财务。此提议一致通过。3月初，赵绮秋、陈庆国和科协的一位会计师查阅了服务部帐目的全部20多笔收入和350多笔支出（另一种说法是22笔收入和236笔支出），认为没有问题，只是打白条多了一点，因为服务部以工资形式给工作人员支付津贴，有许多领津贴时签字的纸条。
这个期间，陈春先让美籍华人孙良方住在自己家中，违反了外事纪律。服务部与《科技导报》也被查出问题。其背景是，1980年陈春先访问美国时认识了加州大学物理学家孙良方教授，孙良方的夫人钱宁是《科技导报》首任主编。陈春先为《科技导报》申请出版发行的许可证、打通在中国的发行渠道，并通过服务部为此支付了五千多元的相关费用。《科技导报》由杨振宁、李政道等人倡议于1980年在美国创刊，1984年转至中国办刊并正式建社，1986年成为中国科协学术会刊。
于是，管惟炎上报中国科学院有关部门，说纪世瀛、崔文栋等人搞内部项目承包，陈春先动用室主任的权力挪用国家拨的科研经费，违规在家接待外宾孙良方，应该彻底核查服务部的账目，立案查处陈春先。4月初，赵绮秋听说科学院要立案审查服务部，就赶到三里河的中科院纪委，认为服务部账目混乱、白条多、用了物理所的工具、陈春先违反外事纪律等问题都是小事。赵绮秋还向市委组织部部长佘涤清作了汇报，得到了市委支持。赵绮秋陈述的理由是：科技成果推广以单位为主体，是领导批准和现行体制所允许的；新技术扩散以科技人员为主体，带有自发性质。农业上已经包产到户，知识分子也应该可以在业余时间去办服务社。如果管惟炎把科技人员视为本部门私有财产，那么就应该允许科学家把知识视为个人私有财产。
管惟炎还组织人到合肥的中科院等离子体物理研究所、电子工业部各所进行调查（第四机械工业部、国家广播电视工业总局、国家电子计算机工业总局已于1982年5月合并成电子工业部）。在物理所全体职工大会上，管惟炎对陈春先和纪世瀛进行公开点名批评，认为把国家几十年积累的科研成果贩卖出去，是“科技二道贩子”；服务部每月还发津贴，鼓励不务正业、腐蚀科研队伍、搞歪门邪道。开会的当天晚上，就有参加服务部工作的人后悔了，到陈春先家退回津贴。
过了几天，管惟炎要求陈春先写份材料、做个检查，以后要么别做服务部，要么离开物理所。陈春先认为，物理所以国防科研为主，每天花掉国家3万元，却没有收入。管惟炎通知陈春先，物理所要派人强行检查服务部的帐。陈春先马上召集服务部骨干成员开会，纪世瀛等负责人坚决反对物理所查账。陈春先为了把市科协作为挡箭牌，就找到赵绮秋。赵绮秋又报告给田夫、孙洪，两人都不同意物理所查帐，让赵绮秋与管惟炎协商。
协商无果后，管惟炎要求中科院与市科协联合检查服务部的账目。纪世瀛等人决定再次向市科协领导当面汇报。孙洪和田夫表态支持他们，但同意联合查帐。如果查了账没有问题，物理所就无话可说了。同时，市科协对服务部提出了三点注意事项：不与研究所争任务；使用单位的成果、器材、场所，要经单位同意并给予补偿费；外事活动要上报有关部门审批。
5月，由物理所一位副所长带队和市科协人员组成工作组进驻服务部查账。尽管受到市科协的阻挠，物理所仍然复印了全部账目。管惟炎用服务部账目记载的情况，派人到北京和外地与服务部有合作关系的单位追查陈春先的经济问题。物理所里面凡是在服务部拿津贴的人个个面谈，外单位人员通知本人单位。
针对服务部发放津贴的问题，陈春先早有准备。他的依据是中国科协和国家科委的规定：科技人员在不影响本职工作的前提下，利用业余时间进行科技咨询工作，每月可以获得15元左右的津贴。但是他拿不出这些部级的保密文件，就在国家科委办公厅存档处找到方毅的一份讲话，其中谈到了津贴费。从1977年到1984年，国家科委主任是方毅。为科技人员恢复技术职称和发放科研津贴，正是1977年6月20日到7月7日方毅主持召开中科院工作会议之后的事情。
不过，1982年3月8日，全国人大常委会通过了《关于严惩严重破坏经济的罪犯的决定》；同年4月13日，中共中央、国务院公布了《关于打击经济领域中严重犯罪活动的决定》。拿过服务部津贴的知识分子们都害怕被扣上经济问题的帽子，纷纷把津贴退给服务部，甚至退出服务部。由于物理所不公布查账结果，使得社会舆论对服务部非常不利，服务部面临被拖垮和解体的危险。
其间，服务部的一名骨干希望打击管惟炎，把柄是管惟炎在文革后期成为中科院物理所惟一被结合进革委会的科学家，任革委会副主任，毛主席去世后曾给江青写过“效忠信”，该骨干当时在政工组看过这封信。但陈春先没有照办。

### 来自上层的支持
1982年8月，田夫升任中国科协党组成员、书记处书记。此时，双方依然僵持不下。由于北京市科协当时是群众团体，中科院则属于中央级单位，必须够到更上一级才能扳倒管惟炎。不过，赵绮秋此前在《北京日报》等单位当了17年的记者，深知内参的特殊作用。恰巧，赵绮秋的丈夫周鸿书当年任新华社北京分社副社长，主管采编业务。1982年底，周鸿书派新华社记者潘善棠两次采访陈舂先和纪世瀛，并亲自对这篇1500多字的文章进行审阅和修改。1983年1月6日，一份题为《研究员陈春先搞“新技术扩散试验”初见成效》的绝密级内参在《国内动态清样》第52期刊出，直呈中共中央政治局委员参阅，全中国共有100人左右有资格看到。其中说：
|                                                | ……这些小工厂（有的是科学家或教授们办的）由于接受了科研单位或大学的最新技术和成果，以极低的能源和材料消耗，生产“技术密集型”小批量新产品……这些产品的价值，主要是“物化的”专门科学技术知识。 ……近两年来，这个“服务部”先后与有关单位签订了27个合同，目前已完成一半以上。与海淀区四个集体所有制的小工厂建立了技术协作、帮助开发和移植新产品的关系，帮助海淀区创建了海淀区新技术实验厂和三个新技术服务机构。 扩散新技术和科研成果的一些机构建立后，陈春先又与海淀区培训中心合作，办起了行业知识青年技术专修班，培养为扩散新技术和科研成果所必需的人才。第一期电子技术培训班于1981年10月开学，学员60人，学制一年半（全日制）。第二期专修班于1982年10月招生开学，学制三年，分工业与民用建筑、科学仪器设备和电子计算机应用三个班，每班50余人。教学工作由清华、北大和科学院各研究所的教师、研究人员担任。这些高中毕业的社会待业青年，经过专修培训后，一部分将安置在他们创建的新技术实验工厂和新技术服务部，一部分将按合同安置在科学院有关研究所和一些大学，为它们提供技术服务。 ……但陈春先进行高科技成果、新技术扩散试验，却受到本部门一些领导人的反对，如科学院物理所个别领导人就认为，陈春先他们是搞歪门邪道，不务正业，并进行阻挠，使该所进行这项试验的人员思想负担很重，严重地影响了他们继续试验的积极性。 |
| ——原海淀区委书记张福森，《中关村改革风云纪事》 | |

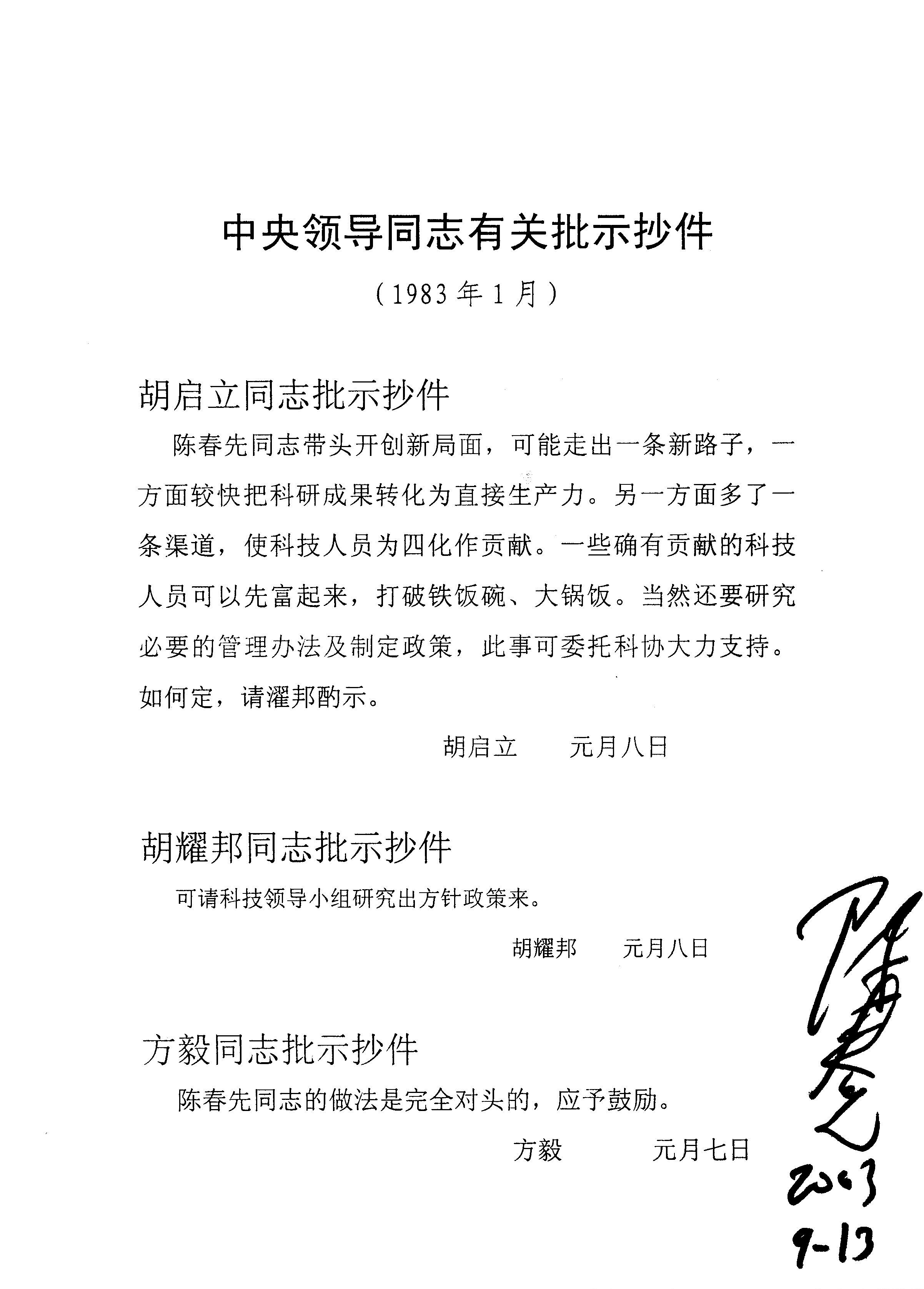
方毅、胡启立、胡耀邦的批示抄件，以及陈春先的签字（2003年9月）

1983年1月7日，曾经担任过中科院院长的国务院副总理方毅批示：“陈春先同志的做法是完全对头的，应予鼓励。”8日，主管科教工作的中央书记处书记胡启立批示：“陈春先同志带头开创新局面，可能走出一条新路子。一方面较快地把科研成果转化为直接的生产力。另一方面多了一条渠道，使科技人员为四化做贡献。一些确有贡献的科技人员可以先富起来，打破铁饭碗，大锅饭。当然还要研究必要的管理办法及制定政策，此事委托科协大力支持。如何定，请耀邦酌示。”中共中央总书记胡耀邦当天批示：“可请科技领导小组研究出方针政策来。”13日，国家科委副主任赵东宛批转“请明瑜同志阅，在我们制定制度和政策时可按胡耀邦同志和胡启立同志指示精神把陈春先同志的意见考虑进去。”
此后，出现了一系列密集的肯定性言论。1983年1月25日清晨，中央人民广播电台的首都新闻和报纸摘要广播了有关陈春先同志事迹的通讯，明确指出，服务部的大方向完全正确，应当予以支持。当天的《人民日报》在报纸要目中登载了《经济参考报》的一则消息：研究员陈春先等探索一条把新技术、新科研成果扩散到生产中去的路子。1月29日，当年1月1日刚刚创刊的《经济日报》头版头条发表了题为“为尽快地把科技成果转化为生产力，研究员陈春先扩散新技术竟遭到阻挠，国务院领导同志说：陈春先的做法完全对头，应予鼓励”的长篇报道，而且加了言词激烈的短评：“那种动不动就搞什么‘重点审查’，打棍子，戴帽子的恶劣做法，都应当看作是‘四人帮’的流毒而予以消除。每一个机关和它的领导人员以及人事部门，都不妨按照党中央有关指示精神，看一看你们那里有没有类似对待陈春先那样的事件，要是有的话，都要毫不手软地揭发出来，加以解决。”这则消息再次上了当天《人民日报》的报纸要目：“中国科学院物理所等离子体物理研究员陈春先进行新技术扩散，遭到阻挠”。
管惟炎打电话告诉经济日报社的有关负责人，说陈春先以权谋私、有经济问题。其结果是，《经济日报》继续做了系列报道，非常有底气地公开指出：“我们要大力支持科技界的改革工作。阻挠、抵制改革的‘马蜂窝’一定要捅，而且要一捅到底，影响新生事物发展壮大的阻力一定要坚决排除。”这些报道包括：《陈春先从事新技术扩散未取分文，先进技术发展服务部帐目没问题》（1月31日）、《给“科学上的二道贩子”摘帽子》（2月2日）、《科技人员能量远远没有发挥》（2月3日）、《不做改革的旁观者》（2月7日）和《奋斗不息的人》（2月16日）。

### 华夏所的组建与倒闭
于是，陈春先决定放弃“铁饭碗”的编置和保障，大胆地脱离中科院，在服务部的基础上，建立一个全新的机构。在海淀区工业总公司二楼会议室里，胡定淮（海淀区科委主任）、赵绮秋、丑续（工业总公司党委书记）、孙景仑（区科委副主任）和服务部的人聚在一起，研究落实中央领导的批示，进一步扩大并发展服务部。经过协商，市科协、海淀区、区科委、工业公司将共同充当保护伞。区工业总公司提供海淀区标准件厂的二层楼作为活动场所，以及十万元无息贷款，条件是把公司的企业技术改造承包起来，接管濒临倒闭的、生产螺丝的海淀区标准件厂。他们刚开始给新机构起名叫“北京市海淀区新技术开发研究所”，后来纪世瀛从《杨家将》里面佘老太君唱词获得灵感，添加了“华夏”一词，定名为“北京市华夏新技术开发研究所”。海淀区工业公司，海淀区科委，北京市科协联合组成理事会。胡定淮、赵绮秋、陈春先、王焕章（工业总公司总经理）是正、副理事长。陈春先是所长，纪世瀛是常务副所长，崔文栋是主管财务的副所长，谷京陆是负责业务的总工程师。

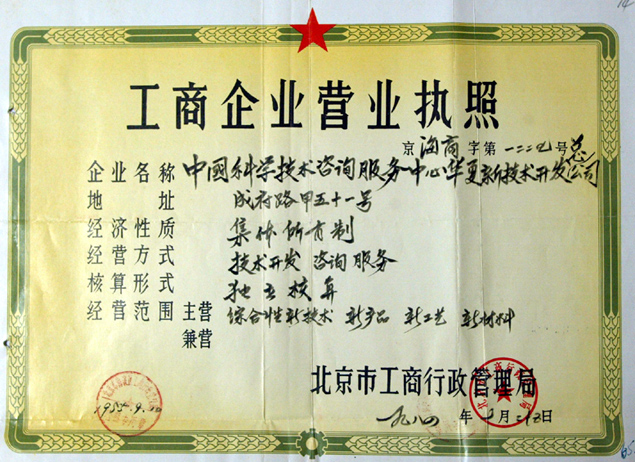
北京市工商局颁发给华夏新技术开发研究所的营业执照（1984年9月25日）

1983年4月15日，在海淀区标准件厂所在地（中关村花园路6号），乙门二楼东头的大车间里，北京市华夏新技术开发研究所（在北京市工商局注册为“中国科学技术咨询服务中心华夏新技术开发总公司”，简称“华夏所”）正式宣布成立。它作为北京市第一个民办研究所，曾承接过中科院委托的高精度恒流恒压电源项目等重要工程。
1983年6月17日，原中国科协党组书记、副主席裴丽生当选为第六届全国政协常委，之后成为中国科协顾问。1984年，裴丽生召见纪世瀛和陈春先，并由纪世瀛起草了一份报告。1984年5月9日，裴丽生批示：“此件请宝恒、渤民同志研究，田夫同志了解情况，对自负盈亏的民间实体，我看，我们可以大力支持。”田夫当即批示：“我同意裴老的批示，现在是如何正式承认这个机构，给他一个正式批件，帮助解决问题，使其健康发展。”
根据北京科技研究管理中心的《陈春先与华夏所的调查报告》（1986年7月1日），华夏所于1983年4月和5月分别成立了华夏电器厂和华夏电器技术服务公司。1984年底，有100台微机的收入被华夏电器厂和华夏电器技术服务公司分别占用，导致华夏所无力支付250万元成本，供货方广东商业总公司和广东音响厂向广东人民法院起诉华夏所。1985年9月，纪世瀛辞去华夏所副所长的职务。经历了1986年的官司，华夏所的帐号被“封”以后，剩余的物资被银行诉讼保全，一切业务都停止了。纪世瀛抵押了全部家产，借了5万元钱，带着华夏所的剩余人员，于1986年4月21日创建了“北京市理化应用技术研究所”，挂靠在国家科委人才开发服务中心。1989年11月1日，广州人民法院带着陈春先办齐了手续，把华夏所封在仓库里的全部物资、文字资料、全部查封清单，共查没44种、数万件，价值219万元人民币。
1984年6月23日，华夏所与中科院北京器材供应站签订技术开发合同，在10月底之前分两批研发并交付100台专用计算机，收取定金40万元，向银行贷款275万元。在合同执行的最后一天，器材供应站以质量不合格为由提出终止合同。一大批微机压在手上，开发支出无法支付，贷款也无法归还。华夏所要求对方履行合同。海淀区工商局仲裁委员会的裁定（1985年8月28日）、北京市中级人民法院的一审判决（1986年10月26日）和二审判决（1989年9月6日）都是华夏所胜诉。1990年11月11日，北京市高级人民法院终审改判，华夏所败诉，理由是华夏所的经营范围不含计算机。1993年，为华夏所担保200万元银行贷款的海淀科委被工商银行告上法庭，要求赔偿780多万元的连本带息。海淀科委副主任孙景仑出庭说：“以海淀科委的经费来偿还，200年也还不上。”
1987年1月20日，国务院颁布了《关于进一步推进科技体制改革的若干规定》。1987年2 月10日至12日，中国科协在北京召开全国民办科技实业家座谈会。2月13日，全国民办科技实业家座谈会全体代表发出了关于筹备成立“中国民办科技实业家协会”的倡议书。1987年3月28日，北京民营科技实业家协会成立，理事长是赵绮秋。5月3日，中国民办科技实业家协会成立，理事长是中国科协党组副书记、书记处书记陈绳武。1990年3月26日，纪世瀛接任北京民营科技实业家协会会长一职。4月20日，纪世瀛成为北京民营科技实业家协会的第二任理事长，裴丽生、赵绮秋等人被聘为顾问。4月24日，纪世瀛请全国人大常委会副委员长严济慈亲笔题写了“科技之光”四个字。但是，这些都没能阻止华夏所的倒闭。
1985年，陈春先正式从中科院物理所辞职，以“金融租凭”的形式引进设备，创办“北京华夏硅谷信息系统有限公司”并任总裁。当时，华夏公司有100多位操作员，每输入1000个字符收入为0.4元，顺利的时候每年收入几十万美元。根据齐忠的回忆，陈春先曾说：“1988年我们公司业务是倒卖计算机，出售一台计算机的利润在1万元左右。”

## 影响和评价
在改革开放的历程中，有两个著名的村非常关键：安徽的小岗村、北京的中关村。北京等离子体学会先进技术发展服务部是中关村的萌芽，在知识分子当中复苏了科技的小农经济，并催生出一批IT类“新生代农民工”。陈春先的父亲陈之长是清华学堂早期留美学者，回国后曾担任中国畜牧兽医学会理事长、国立中央大学教授兼农学院畜牧兽医系系主任。而服务部的人员构成，也恰恰体现出专家圈子的代际转化和自我繁殖过程在改革开放以后被重新开启，同时反映出技术精英通过成为资本家来进行内部再生产，全民所有的科技知识被逐步私有化，以及知识分子群体的固化、排他、垄断等问题。从服务部的半间房到技工贸一体化的“电子一条街”，印证了张春桥的描述“卫星上天、红旗落地”，也符合列宁的论述：“小生产是经常地、每日每时地、自发地和大批地产生着资本主义和资产阶级的”。对此，原中关村管委会委员赵慕兰评价说：
像陈春先这样的科技人员“下海”以后，……因为他们的企业没有国家投资，要自己挣钱养活自己，他们就看到了市场的一些缝隙：电子元器件，大专院校谁都要，电子计算机进口了，没有零配件，一个元器件损坏了整个机器没法用。这种缝隙他们太了解了。再加上，他们已经采取了企业的方式做事，就开始懂得买和卖。
《人民日报》在回顾中国科技体制改革的报道中，往往会以正面口吻提到服务部，并且版面的规格相当高。例如：
- 《“中关村电子一条街”调查报告》（1988年3月12日）
- 《人才之树常青——改革开放后中国科技人才发展状况扫描》（1995年5月28日）
- 《高技术产业化的创举——我国第一个高技术产业开发试验区纪实》（1998年11月9日）
- 《知识经济　崛起中关村》（1999年9月1日）